# El Cobre (Cuba)
El Cobre é uma cidade cubana e consejo popular ("conselho do povo", ou seja, aldeia) do município de Santiago de Cuba, capital da província homônima, com uma população de cerca de 7.000 habitantes. Conhecida principalmente por uma Basílica em homenagem a Nossa Senhora da Caridade, padroeira de Cuba, foi até recentemente o local de uma grande mina de cobre explorada por escravos, não-brancos livres e, por um tempo, por mineiros da Cornualha.

## História

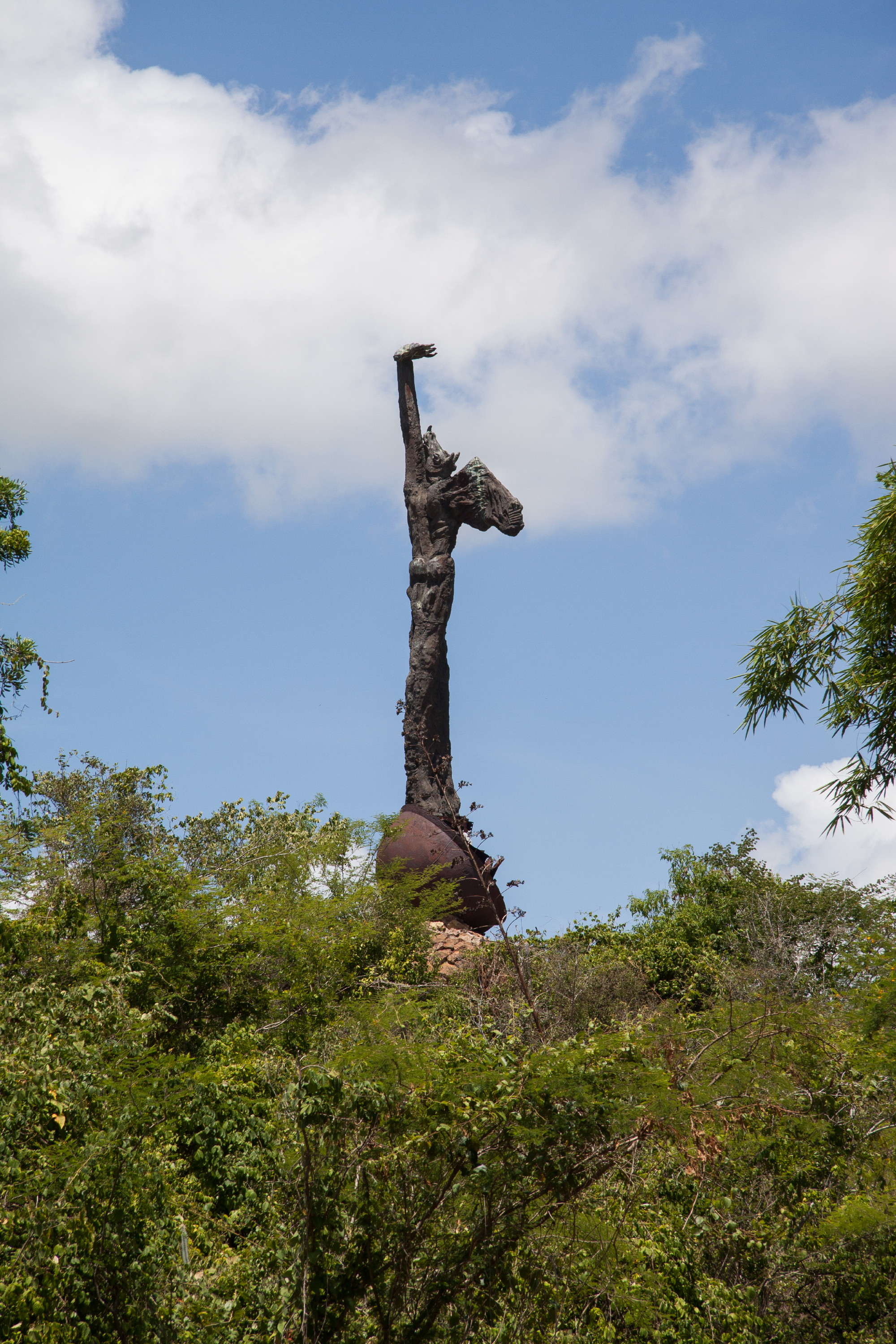
Monumento ao cimarrón.

### Era colonial
A cidade de El Cobre cresceu em torno da mina Cobre, a primeira mina de cobre a céu aberto em Cuba. São cerca de 19km a noroeste da Baía de Santiago, nas montanhas de Sierra Maestra. O cobre foi extraído pela primeira vez em 1532, sendo a mina mais antiga do Novo Mundo. A coroa espanhola confiscou as minas em 1670 depois que o contratante privado não cumpriu os termos do seu contrato e as negligenciou durante anos. 270 escravos privados tornaram-se propriedade do rei, e a cidade de El Cobre tornou-se um pueblo de escravos do rei e de não-brancos livres, um tipo único de assentamento em Cuba. Em 1730, El Cobre era um dos apenas quatorze assentamentos oficialmente reconhecidos em Cuba, dos quais dois ou possivelmente três eram pueblos corporativos indígenas.
Em 1780, foi feita uma tentativa de devolver a mina às mãos privadas e aumentar a produção. Naquela época, El Cobre tinha 1.320 habitantes, incluindo 64% de escravos reais e 34% de não-brancos livres, a maioria descendentes de escravos alforriados. 2% eram escravos particulares dos negros livres. Os homens se dedicavam principalmente à agricultura de subsistência, enquanto a mineração era realizada principalmente pelas mulheres. Durante grande parte deste período, a mina de Cobre foi a única fonte de cobre na ilha, abastecendo Cuba e, às vezes, outros lugares no Caribe.
A primeira grande revolta dos cimarrones, ou escravos fugitivos, ocorreu em Cuba no século XVIII e é comemorada por uma grande escultura em uma colina ao lado da cidade. O Monumento al Cimarró, de 6 metros, foi projetado por Alberto Lescay Merencio e concluído em 1997 como parte da iniciativa da UNESCO para conscientizar as pessoas sobre a escravidão. A localização discreta em uma colina acima da mina foi escolhida por um babalaô local, ou guia espiritual da Santería.

### Mineração britânica
A mina foi abandonada em 1830. A britânica El Compañía Consolidada de Minas del Cobre adquiriu a mina e a reabriu no início da década de 1830. Uma concessão adjacente foi adquirida e aberta pela britânica El Real de Santiago. Ambas as empresas recorreram à Cornualha para obter mão-de-obra qualificada e máquinas a vapor para bombear as minas. Foi aberto um cemitério protestante, uma vez que os córnicos, considerados hereges, não podiam ser enterrados no cemitério católico.

### Pós-independência
A cidade foi palco de uma das primeiras revoltas da Guerra da Independência de Cuba, em 24 de fevereiro de 1895, liderada pelo Coronel Alfonso Goulet com Rafael Portuondo Tamayo, delegado do Partido Revolucionário Cubano do Leste. Em 1902, a mina foi comprada por William A. Chanler, um rico empresário de Nova York e veterano da Guerra Hispano-Americana. Os lucros foram inicialmente suficientemente robustos para que Chanler pudesse emprestar 35 milhões de dólares ao governo cubano. A mina foi fechada em 2001, demitindo 325 trabalhadores. A pedreira estava cheia de água, rica em minerais, especialmente enxofre. Hoje a cidade é conhecida principalmente pela Basílica Santuario Nacional de Nuestra Señora de la Caridad del Cobre, o Santuário da Virgem da Caridade.

## Geografia
Localizado abaixo da Sierra del Cobre, parte da cordilheira da Sierra Maestra, El Cobre fica a 18km a oeste de Santiago de Cuba e 26km ao sul de Palma Soriano. O rio El Cobre, também chamado de Parada, flui ao sul e forma um reservatório a poucos quilômetros a leste. A rodovia estadual <i>Carretera Central</i> (CC) atravessa o lado norte do assentamento.

## Pessoas notáveis
- Luisa Pérez de Zambrana (1837-1922), escritora e tradutora.